# 三井アウトレットパーク 倉敷
三井アウトレットパーク 倉敷（みついアウトレットパーク くらしき）は、岡山県倉敷市に立地する三井アウトレットパーク系列のアウトレットモールである。JR倉敷駅北口のテーマパーク跡地に建設され、2011年（平成23年）に開業した。

## 概要
三井不動産グループが展開する「三井アウトレットパーク」11番目の施設で、中国・四国地方初、かつ開業当時最大級のアウトレットモールである。
旧倉敷紡績（クラボウ）倉敷工場跡地に開設され、経営難により2008年12月31日をもって閉園した都市型テーマパーク「倉敷チボリ公園」跡地の再開発事業として2011年1月27日に着工、同年12月1日に開業した。
セブン&アイ・ホールディングスグループの大型複合商業施設「アリオ倉敷」、倉敷市管理の「倉敷みらい公園」と一体的に整備されている。「アリオ倉敷」は2011年11月25日に先行開業している。
本州と四国の結節点である倉敷市の中心部に位置しており、香川県高松市・丸亀市、広島県福山市を50km圏内に含むことから、広範囲の集客を想定している。

## テナント
アウトレット業態として「日本初出店」6店舗、「中国地方初出店」112店舗を含む120店舗が出店している。
また、地元コミュニティ放送局のエフエムくらしきが同局としては二か所目となるサテライトスタジオ（FMくらしき あいらぶStudio）を設置し、月 - 木・土に生放送を実施している。

## アクセス
- 山陽本線・伯備線 倉敷駅北口・水島臨海鉄道線 倉敷市駅から徒歩すぐ。
- 広島バスセンター・中筋駅から直行高速バスを2018年3月25日までの日・祝日に運行（広島電鉄）。

## 関連画像

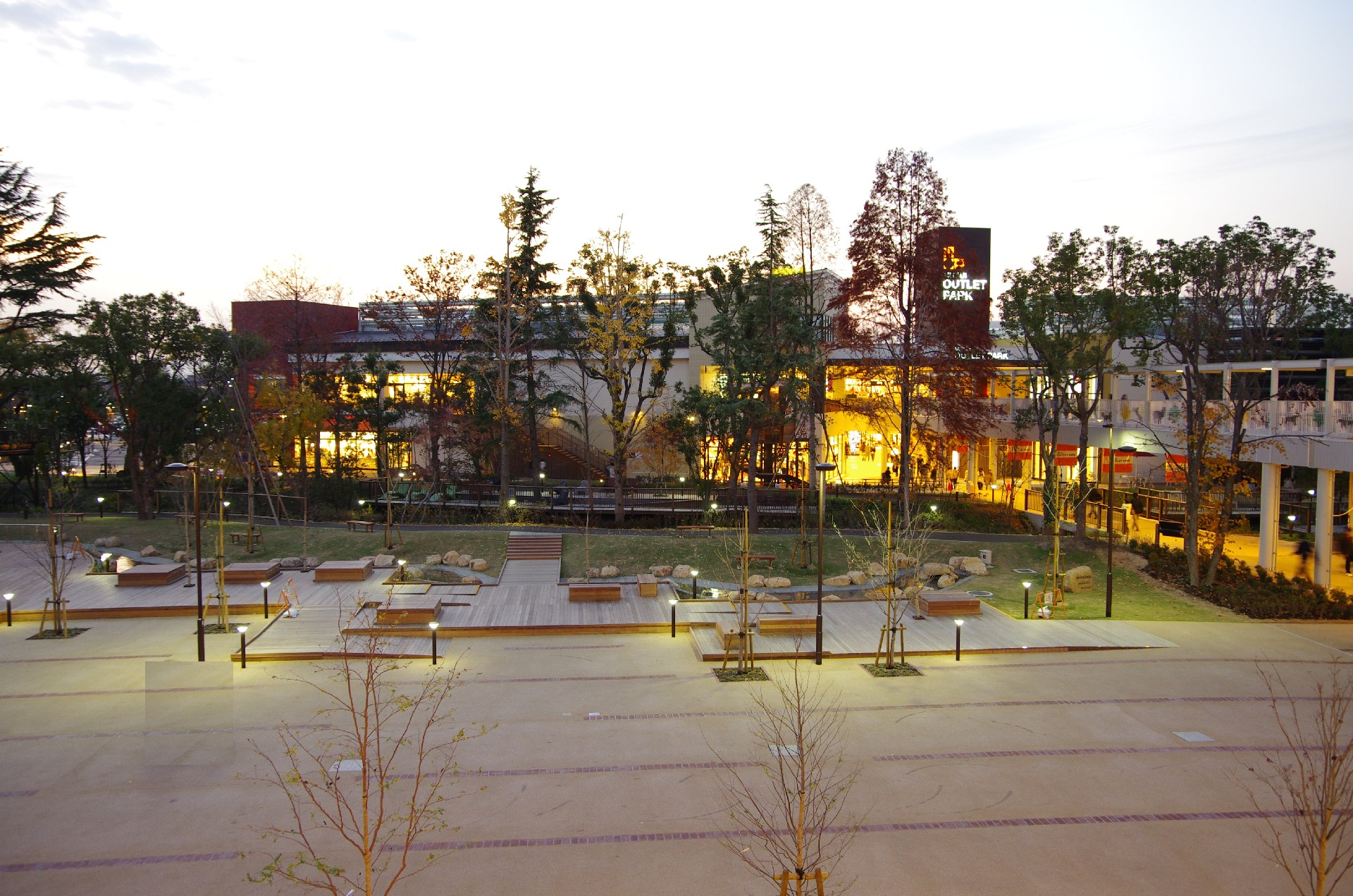
三井アウトレットパーク倉敷のアリオ側エントランス
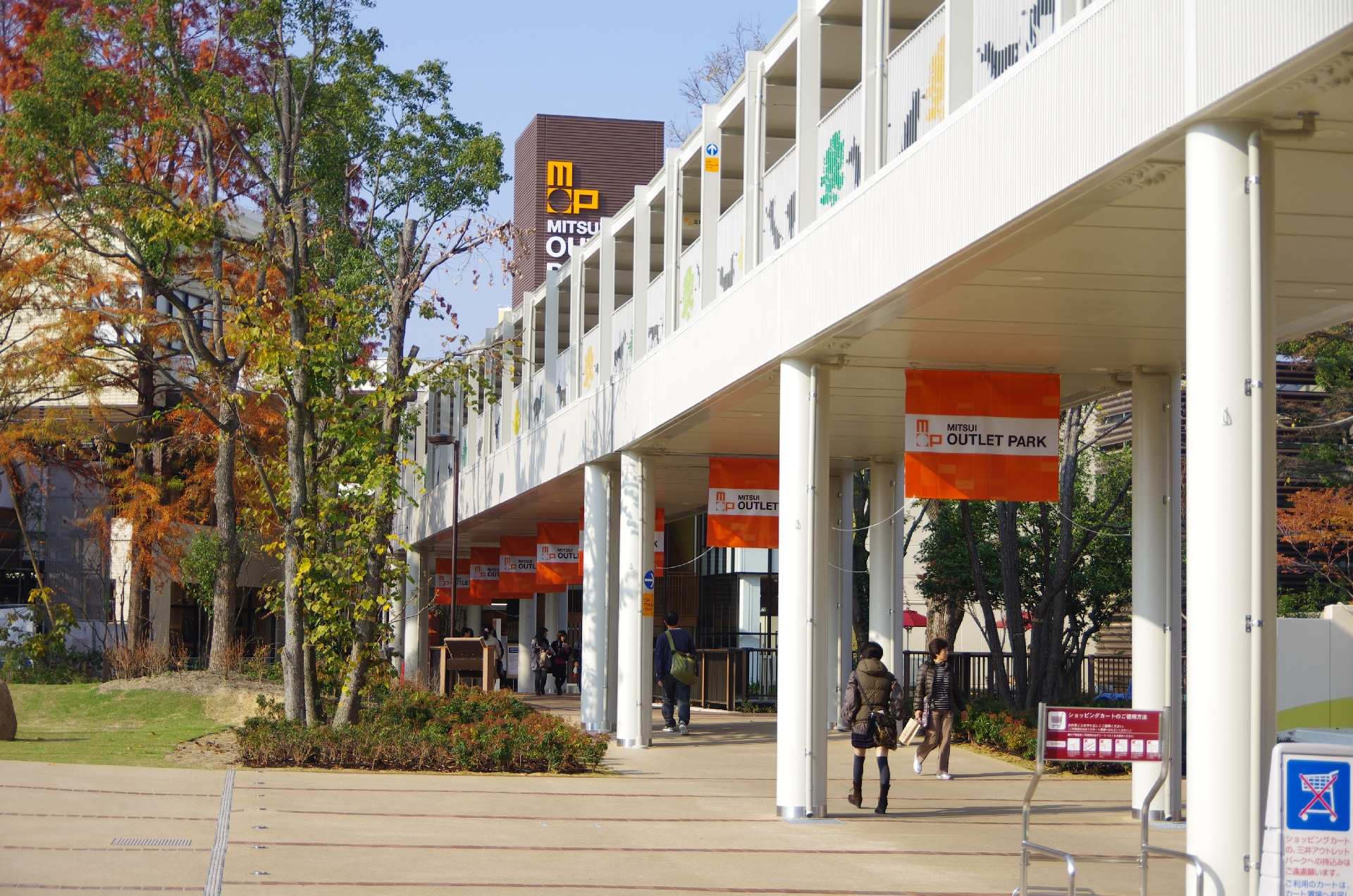
くすのき広場とアリオ側エントランスを連絡する歩道と連絡橋